# Какарікі червонолобий
Какарікі червонолобий (Cyanoramphus novaezelandiae) — вид папугоподібних птахів родини Psittaculidae. Ендемік Нової Зеландії.

## Поширення
Какарікі червонолобі колись були широко поширені на Північному та Південному островах Нової Зеландії. Однак сьогодні більшість цих популяцій материка зникли через хижацтво інтродукованих видів.
На Північному острові цей вид зустрічається у великих лісових кварталах у Нортленді, Короманделі та центральному Північному острові. На Південному острові вони були виявлені вздовж західного, південного та південно-східного узбережжя. Тим не менш, ці популяції залишаються вкрай нечисленними. Решта представників приурочена до острова Стюарт та низки морських островів (таких як Капіті, Тірітірі-Матангі і Матіу-Сомс), а також до Оклендських островів на півдні. На островах Кермадек і Чатем є окремі підвиди.
Ці папуги можуть жити в різноманітних середовищах існування, включаючи густі тропічні ліси помірного поясу, прибережні ліси, чагарники, узлісся та відкриті місцевості.

## Підвиди
Визнано чотири підвиди:
- C. n. cyanurus Salvadori, 1891 – острови Кермадек;
- C. n. novaezelandiae (Sparrman, 1787) – Північний острів, острів Стюарт і супутники, Чатемські острови, Оклендські острови;
- C. n. chathamensis Oliver, 1930 – Чатемські острови;
- † C. n. erythrotis (Wagler, 1832) – острів Маккуорі, вимер.